# Дневник доктора Зайцевой
«Дневни́к до́ктора За́йцевой» — российский комедийный телесериал производства кинокомпании «Спутник Восток Продакшн». Российская адаптация немецкого сериала «Дневник доктора».
Премьера сериала на телеканале СТС состоялась 16 января 2012 года. Первый сезон получил высокие рейтинги, что позволило продлить сериал на второй сезон. Второй сезон стартовал 26 ноября 2012, однако интерес зрителей к проекту снизился, и его закрыли.
С 24 по 27 июля 2017 года на СТС показали повтор первых 4 серий сериала. Планировалось показать все серии, но из-за низких рейтингов сериал сняли с эфира с 31 июля.

## Сюжет
Главная героиня сериала — Саша Зайцева, милая девушка, мечтающая похудеть и встретить настоящую любовь. Она — перспективный хирург, уходит из пластической хирургии после того, как узнаёт об измене своего жениха. Переехав к родителям, она начинает работать в клинике своего отца, где встречает свою первую школьную любовь — Максима Майорова.

## Главные роли
- Александра Ильинична Зайцева (Яна Крайнова) — заведующая отделением травматологии и ортопедии, 31 год. Работает в клинике отца, живёт с родителями, пытается найти свою любовь. Разорвала отношения с женихом, узнав об его измене. Ещё со школы влюблена в Макса Майорова. Была влюблена в Румынского, но рассталась с ним из-за того, что у него есть жена и 5-летний ребёнок. После ухода Ильи Ильича из клиники назначена временным главврачом. Хотела уволиться из-за коллег, которые прочитали её личные записи, но передумала, так как решила сделать всё возможное, чтобы вылечить Рому Менделевича, больного гепатитом C. В 43 серии была похищена бандой Давыдова, но спасена Максимом Майоровым (44 серия). Несмотря на вазэктомию Майорова и несовместимость их хромосом, Саша смогла забеременеть здоровым ребёнком. В конце 2 сезона выходит замуж за Макса. (48 серия).

Сашу Зайцеву в подростковом возрасте играет Полина Виторган.
- Максим Владимирович Майоров (Илья Любимов) — заведующий хирургическим отделением, 31 год. Первоклассный врач. Любим всеми — от медсестры до главврача. Может быть милым, но чаще заносчив. Он — объект мучительных подростковых воспоминаний Саши. Она безответно обожала его все школьные годы, а он дразнил её Зайчихой. Но всё изменилось, когда, увидев Сашу в лифте, он влюбился в неё по уши, но долгое время не показывал этого. В 10 серии первого сезона Макс принял роды в лифте. Был арестован полицией в 28 серии из-за того, что давал морфий пациенту. Но в 30 серии выпущен из тюрьмы благодаря Саше. Во 2 сезоне понял, что ему нужна только Саша. Болел неизлечимой болезнью —лихорадкой Петерсона, но выздоровел от вакцины Саши. Сделал вазэктомию, чтобы обезопасить Сашу, так как была вероятность, что их ребёнок мог родиться больным. После развода с Сашей сделал обратную операцию. Отец ребёнка Зайцевой. В конце 2 сезона женится на Александре (48 серия).

Макса в подростковом возрасте играет Анвар Халилулаев.
- Павел Анатольевич Румынский (Павел Трубинер) — бывший заведующий гинекологическим отделением. Есть дочь Маша (Мышка). Есть жена, которая была в коме 13 месяцев, а затем бросила его и уехала с дочерью. Во 2 сезоне встречается с Катей (которая беременна от него и вот-вот родит), после чего они женятся и уезжают с ней и усыновлённым ребёнком в Санкт-Петербург.
- Илья Ильич Зайцев (Александр Феклистов) — бывший главврач. Отец Саши и Никиты, 55 лет. Изменял своей жене три раза, из-за этого Софья выгнала его из дома, но после того, как он попросил прощения, снова вернулся домой. Узнал про любовника жены. Устроился на работу в министерство.
- Софья Андреевна Зайцева (Софа) (Елена Сафонова) — мать Саши и Никиты. Домохозяйка, 54 года. Посвятила всю свою жизнь мужу и детям. Раньше работала в Субботинской больнице. Был любовник. Очень хочет внуков.
- Лиана Оганезовна Мирзоян (Алика Смехова) — нейрохирург. Есть дочь Анжелика. Пыталась встречаться с Румынским. Бывшая девушка Никиты Зайцева. Жуткая стерва в отношении с другими женщинами. Невеста Рубцова. В 43 серии становится главврачом.
- Маша («Мышка») (Ангелина Коршунова) — 8 лет. Уехала вместе с мамой (1 сезон). Неродная дочь Румынского.
- Марго Волгина (Алёна Яковлева) — мать Майорова. Была любовницей Ильи Ильича. Известная писательница. Публикует любовные романы с участием доктора Райского и Амалии.
- Ксения Анатольевна Шевченко (Ксю) (Анна Халилулина) — невеста фельдшера, 30 лет. Любила Майорова и хотела долгой и счастливой жизни с ним. Ради этого пошла на обман насчёт своей беременности. Была невестой Макса, шантажировала его. Дружит с Аллочкой. Потеряла ребёнка, после чего долго не могла забеременеть. Беременна от Пушкина.
- Никита Ильич Зайцев (Никитос) (Алексей Демидов) — брат Саши. Бывший студент юридического университета, 25 лет. После отчисления работает санитаром в клинике своего отца. Любил Лиану Мирзоян. У него был роман с Ольгой Репиной. Встречается с Настей. Вместе с ней и её друзьями помогал бездомным. Предлагает Насте выйти за него замуж.
- Алла Ковальчук (Аллочка) (Алёна Лаптева) — одинокая медсестра хирургического отделения, 33 года. Нет докторского образования. Чувствительна. Боится крови и падает в обморок в 11 серии, увидев как рожает пациентка. Влюблена в патологоанатома Живкина. Беременна от него. Родила сына.
- Всеволод Живкин (Сева) (Томас Моцкус) — патологоанатом Субботинской больницы. Влюблен в Аллу Ковальчук. Есть сын от Аллы.
- Анна Румынская (Яхонтова) (Ирина Лосева) — жена Румынского. В коме 13 месяцев. Вышла из комы в 8 серии. Должна очень большую сумму и скрывает это от мужа. Уехала вместе с Машей (1 сезон).
- Роман Менделевич (Валера Объедков, Сергей Косутин) (Константин Соловьев) — аферист, бывший муж Саши. Потерял память, но потом она возвращается. Выдавая себя за миллионера (покойного), женится на Саше Зайцевой. В 18 серии «мать» Менделевича погибает от удара током. Он, пытаясь избавиться от тела, опять попадает под подозрение. В 20 серии его арестовывает полиция, но ему удаётся сбежать. Объявился в конце второго сезона. Смертельно болен гепатитом C. После своей смерти хочет оставить наследника. Вылечился от гепатита C благодаря своему брату, избавился от всех обвинений в полиции. Помирил Зайцеву и Майорова.
- Денис Степанович Давыдов (Максим Радугин) — новый главврач Субботинской больницы, влюблён в Александру Зайцеву. Заведующий отделением травматологии и ортопедии. Бывший ученик Ильи Ильича. Жил и работал во Франции, но «душою русский». В Россию вернулся, потому что во Франции упёрся в карьерный потолок. Решительный, находчивый, обаятельный. Привык добиваться целей, но при этом этичен и деликатен. Искренне заботится об интересах пациентов. По общему мнению похож на Майорова, но в обращении с женщинами — настоящий джентльмен. Именно он виноват в смерти Сердюкова. Практикует эвтаназию. Уехал в Амстердам. Собрал банду, чтобы украсть Сашу и отвести её в Амстердам. Миллионер. (2 сезон)
- Макамба — негритянка, подруга Румынского. Румынский помогает ей и её ребёнку. Влюблена в него, но безответно. Ревнует к Саше. Погибает в 32 серии от укуса гадюки, натравленной африканским королём. Мать Ебонго (Богдана) (2 сезон).
- Светлана Репина (Ольга Дятлова) (Алла Подчуфарова) — выдавала себя за дочь Зайцева. Аферистка. Работала в хирургии, но из-за того, что не уследила за приборами, была переведена в отделение морга. Переспала с Майоровым. Не является дочерью Ильи Ильича, так как Саша тоже сдавала кровь, и мама Светы взяла эту пробирку. В 33 серии попала в аварию. Вместе с ухажёром обманула Никиту, инсценировав убийство. Но Никита забрал у них деньги, угрожая тем, что продаст их почки. Поймана за мошенничество (2 сезон).
- Катя Румынская (Дудкина) (Людмила Светлова) — подруга Саши, 30 лет. Некоторое время жила в Африке. Вернулась в Москву беременной. Потом стала женой Румынского. Уехала с ним и Богданом (сыном Макамбы и африканского короля) в Санкт-Петербург.
- Гоша Пушкин (Григорий Скряпкин) — жених Ксении, 32 года. Сначала фельдшер, а потом врач хирургического отделения.
- Лев Рубцов (Максим Виторган) — заведующий отделением кардиологии, 41 год. Есть два сына — Валера и Миша. Предельно серьёзно относится к своей работе. Уже работал в Субботинской больнице, полгода отсутствовал, но решил вернуться. Разведён, один растит двух сыновей. Крепкий, коренастый, солидный мужчина. Всегда железно уверен в своей правоте, его слово должно быть последним, но он идёт на уступки, если чувствует, что перегнул палку. Жёсткий, упрямый, но всегда заботится об интересах пациента. Бывший муж Ларисы Рубцовой. Собирается жениться на Лиане Мирзоян.
- Настя Шарапова (Олеся Фаттахова) — дочь полковника ФСБ, невеста Никиты, 24 года. Помогает бездомным. Собирается замуж за Никиту (2 сезон).

## Музыка из сериала
| Яжевика                        | Это любовь                   |
| Нюша                           | Why                          |
|                                | Angel                        |
| Дэвид Грэй                     | Sail away                    |
| Нервы                          | Глупая                       |
| Brainstorm                     | Maybe                        |
|                                | Ветер                        |
| Потап и Настя Каменских        | Если вдруг тебя не станет    |
|                                | Мы отменяем К. С.            |
| Plan B                         | She said                     |
| Крис Ри                        | Looking for the Summer       |
| Город 312                      | Обернись                     |
| Свиридова Алена                | Я приду к тебе на помощь     |
| Morcheeba                      | Otherwise                    |
| Океан Ельзи                    | Не питай                     |
|                                | Без бою                      |
| Flëur                          | Шелкопряд                    |
| Fort Minor                     | Believe Me                   |
| Serebro                        | Never be good                |
|                                | Under Pressure               |
| Tony Igy                       | Astronomia                   |
| Haven McInerney                | Everything Will Be Allright  |
| Сара Брайтман                  | Dust In The Wind             |
| Jimmy Somerville               | Safe In These Arms           |
| a-ha                           | Stay Crying In The Rain      |
|                                | Summer Moved On              |
|                                | Lifelines                    |
| Kate Walsh                     | Broken glass                 |
| Сэм Браун                      | Stop!                        |
| Крейг Дэвид                    | I’m walking away             |
| Танцы минус                    | Половинка                    |
| Наутилус Помпилиус             | Я хочу быть с тобой          |
| Кармен                         | Лондон                       |
| Мумий Тролль                   | Такие девчонки               |
| Чичерина                       | На запах                     |
| Tina Arena                     | The Windmills of Your Mind   |
| The Blast                      | With you                     |
| Александр Иванов               | Я постелю тебе под ноги небо |
| Steve Ennever & Mike Shepstone | Sexy Lover 2                 |
| Parvati Khan                   | Jimmy Jimmy Aaja Aaja        |
| Аркадий Укупник                | Я на тебе никогда не женюсь  |
| Ольга Рождественская           | Говорят, дельфины говорят    |
| Ундервуд                       | Все пройдет, милая           |